# Giuseppe Guarnaccia

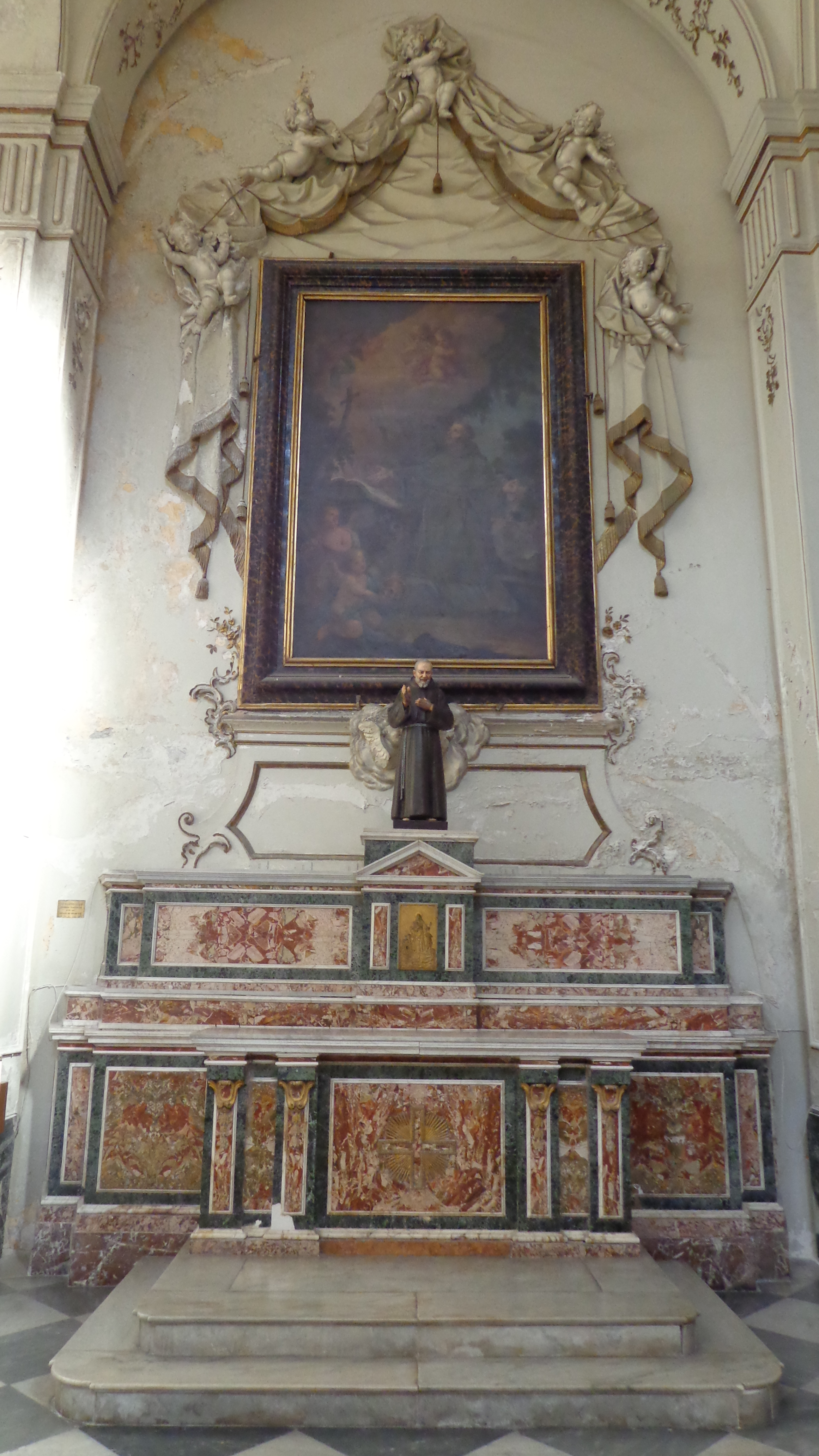
Estasi di San Francesco, chiesa di San Francesco d'Assisi all'Immacolata.

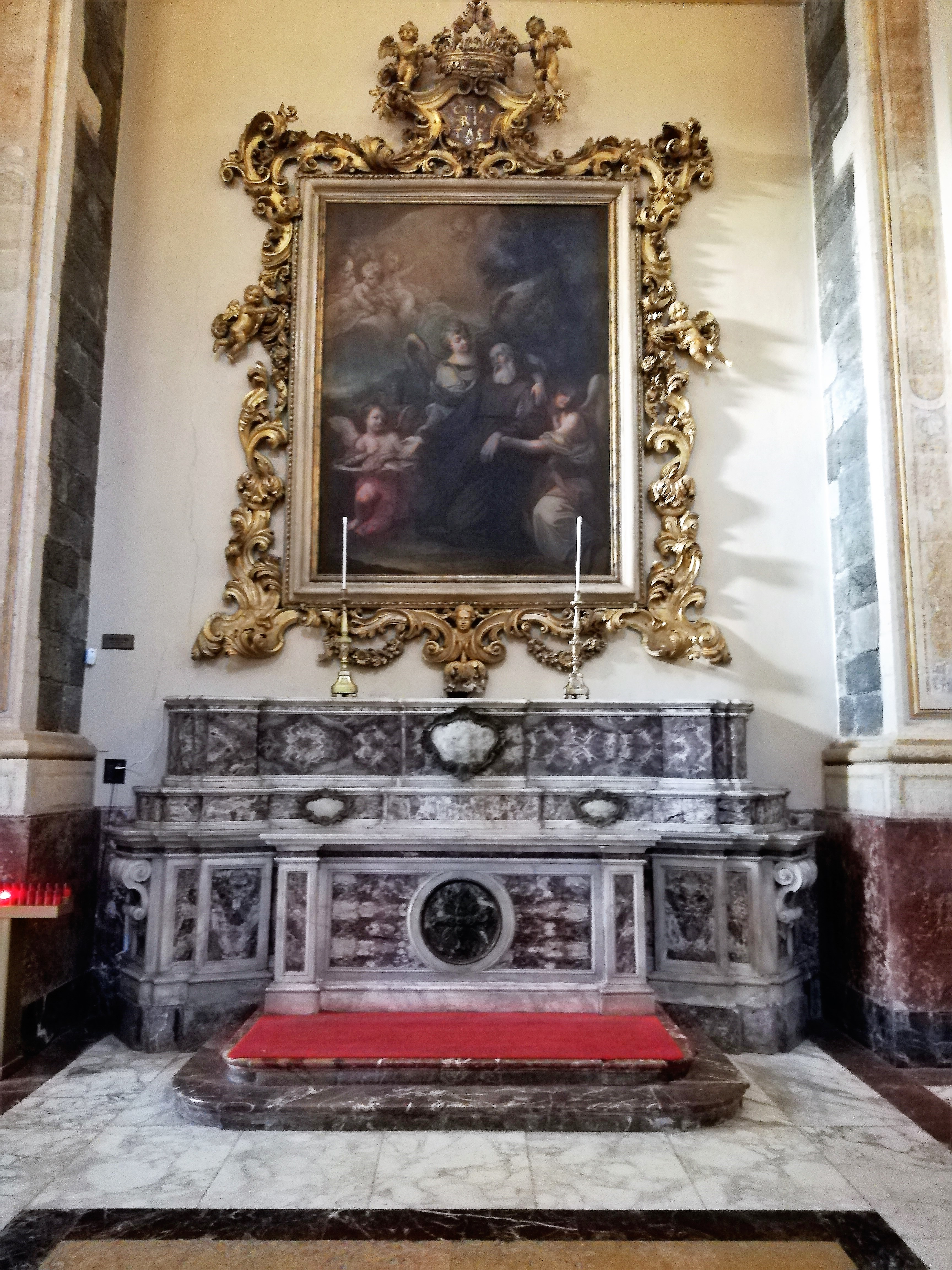
San Francesco di Paola, cattedrale di Sant'Agata di Catania.

Giuseppe Guarnaccia (Catania, 1700 circa – 1770 circa) è stato un pittore italiano.

## Biografia
Allievo di Sebastiano Conca a Roma, città dove trascorse gran parte della sua vita ed espletò l'attività artistica.
Morì nel 1770 circa.

## Opere
- 1770c., Stigmate di San Francesco o Miracolo delle Stimmate ove il Serafico è ritratto nel sacro speco del monte Verna, dipinto, opera custodita nella Cappella di San Francesco d'Assisi della chiesa di San Francesco d'Assisi all'Immacolata di Catania.[3]
  - 1770c., Bozzetto, presso il convento è custodito un provino artisticamente di gran lunga superiore alla realizzazione definitiva.
- XVIII secolo, San Francesco di Paola, dipinto, opera custodita sull'Altare di San Francesco di Paola della cattedrale di Sant'Agata di Catania.[4]
- XVIII secolo, Sant'Agata e Santa Maria Maddalena dei Pazzi, dipinto, opera custodita nella chiesa di Santa Maria dell'Indirizzo  di Catania.[1]
- XVIII secolo, Transito di San Giuseppe, dipinto, opera custodita nella chiesa di San Francesco Borgia di Catania.[1]
- XVIII secolo, San Francesco Caracciolo in preghiera, dipinto, opera documentata nella chiesa dell'Immacolata Concezione della Beata Vergine Maria ai Minoritelli dei Chierici regolari minori, bozzetto custodito nel Museo Civico Castello Ursino di Catania.